# Anubes da Silva
Anubes da Silva, född 26 september 1935, död 10 december 2014, var en friidrottare från Brasilien. Han deltog vid olympiska sommarspelen 1960.